# Hoitar

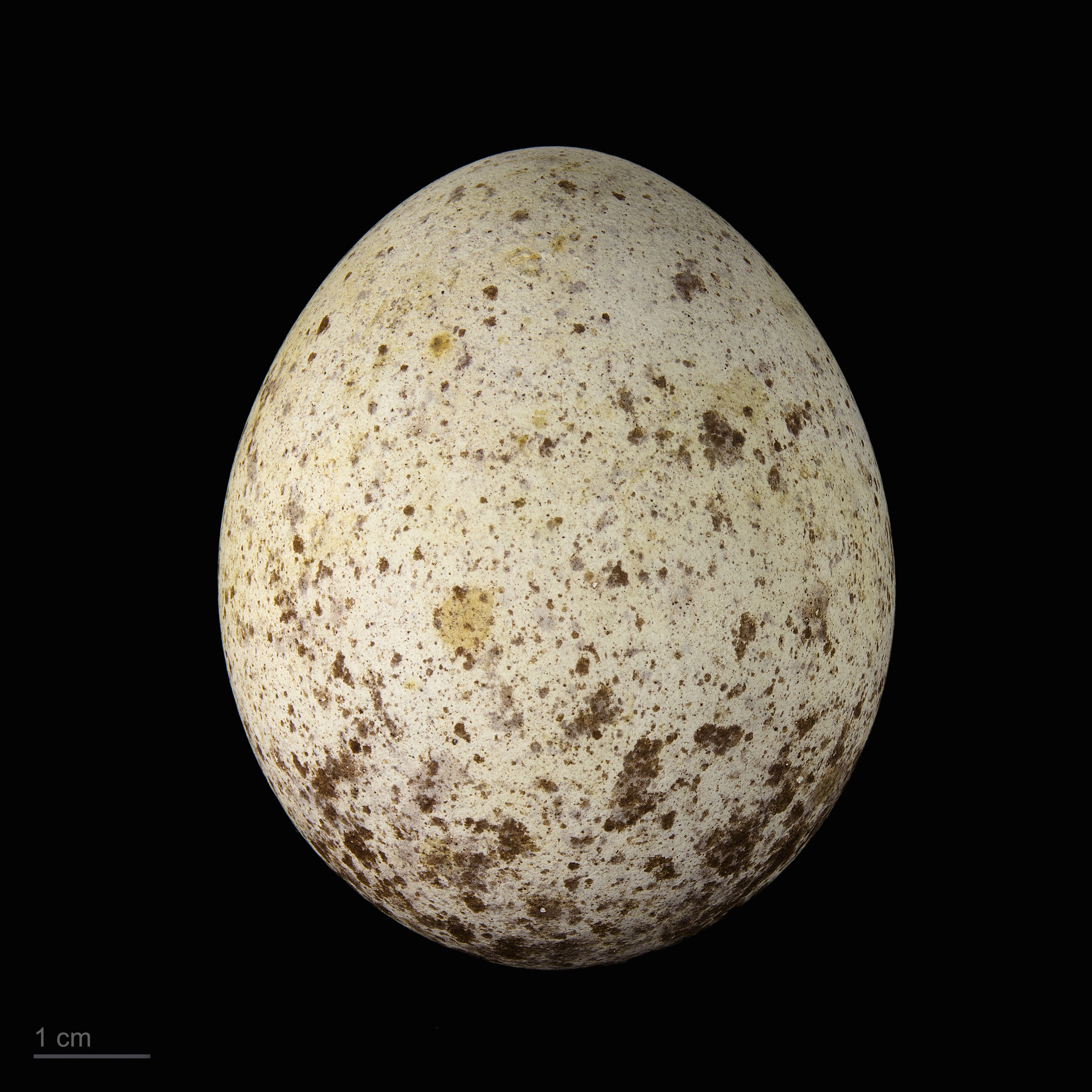
Neophron percnopterus - MHNT

Hoitarul alb sau vulturul egiptean (Neophron percnopterus) este o specie de vultur cu o arie de răspândire destul de largă: sud-vestul Europei, în nordul Africii, dar puține exemplare se mai găsesc și în sudul Asiei.

## Caracteristici
Exemplarele adulte măsoară din vârful ciocului până în extermitatea cozii 85 cm. Deschiderea aripilor are de obicei 1,7m dar au fost exemplare care au depășit această măsură. Poate cântări 2,1 kg. Penajul este alb dar prezintă câteva pete în zona cozii dar și a aripilor. Penele se tocesc repede și înainte de năpârlire culoarea penelor tocite este mai degrabă bej decât albă. Uneori el își "vopsește" penele cu un praf care conține oxid de fier și astfel penele sale capătă o nuanță însemnată de galben. Din această cauză localnicii îi mai spun și vulturul murdar. Trăiește pe langa carierele de piatră și prin zonele cu mult praf căutând cadavre(hoituri). Pielea feței este nudă,aspră și galbenă. Doar în perioada de reproducere pielea de pe față la mascul se colorează în portocaliu.

## Reproducere
Cuibul care este construit de ambii părinți din ramuri de copaci pe care le "cos" cu resturi de gunoi și hrană este situat în locurile stâncoase inaccesibile. Materialele sunt cărate în cioc spre deosebire de celelalte păsări de pradă care le cară cu ghearele. În perioada sfârșitului lunii martie și începutul lunii iunie femela depune 3 ouă la interval de două zile între ele. Ele sunt albe cu pete albe și cântăresc cca. 94g și 65mm. După ce ies din ouă,puii au un colorit maron închis și se deschid gradual până la vârsta de 5 ani.
De curând (2008) specia a fost adăugată în lista animalelor pe cale de dispariție în cadrul unei conferințe a Organizației Națiunilor Unite (ONU) de la Roma deoarece din cele 50000 de exemplare au rămas doar 1000 în toată lumea.